# 聊齋衍生作品列表
《聊齋》，全名《聊齋志異》，是中国清代蒲松龄所著的文言文短篇小说集。其衍生作品非常之多，尤其是各种华语戏曲和影视剧。

## 文學

### 戏曲
《聊斋志异戏曲集》所收清代杂剧、传奇十四种
- 《鹦鹉媒》，四十出，改编自《阿宝》，作者钱维乔。
- 《洞庭缘》，十六出，改编自《织成》、《西湖主》，作者陆继辂。
- 《胭脂舄》，十六出，改编自《胭脂》，作者李文瀚。
- 《脊令原》，二十四出，改编自《曾友于》，作者黄燮清。
- 《绛绡记》，九出，改编自《西湖主》，作者黄燮清。
- 《神山引》，八出，改编自《粉蝶》，作者许善长。
- 《胭脂狱》，十六出，改编自《胭脂》，作者许善长。
- 《梅喜缘》，十六出，改编自《青梅》，作者陈烺。
- 《负薪记》，八出，改编自《张诚》，作者陈烺。
- 《错姻缘》，八出，改编自《姊妹易嫁》，作者陈烺。
- 《丹青副》，十二出，改编自《田七郎》，作者刘清韵。
- 《天风引》，十出，改编自《罗刹海市》，作者刘清韵。
- 《飞虹啸》，十出，改编自《庚娘》，作者刘清韵。
- 《点金丹》，二十四出，改编自《辛十四娘》，作者西泠词客。

### 小說
- 芥川龙之介《仙人》（《鼠戏》及《雨钱》）、《酒虫》（原著同名）、《落头之谈》（《诸城某甲》）、《仙人》（《崂山道士》）
- 太宰治《清贫谭》（《黄英》）、《竹青》（原著同名）

## 绘画
- 《聊斋全图》：绘于清道光、光绪年间，共90册，今存23册。[1]
- 《聊斋图说》：绘于清光绪年间，纸本设色，共48册，中国国家博物馆藏46册。[1]
- 《详注〈聊斋志异〉图咏》：清光绪十二年（1866年）同文书局刊行，石印。[2]

## 影視

### 电视剧
- 《无双谱》，1981年，香港，主演：
- 《骂鸭》，1981年，大陆，京剧电视剧、青海电视台電視劇
- 《聶小倩》，1981年，大陆，浙江电视台電視劇
- 《瑞云》，1983年，大陆，山西电视台電視劇
- 《青凤》，1983年，大陆，
- 《石清虚》，1983年，大陆，浙江电视台電視劇
- 《庚娘》，1985年，大陆，共10集
- 《聊斋电视系列片》，1986年，大陆，共47個單元，74集，導演：謝晉、王扶林、陳家林 主演：李媛媛、张丽玲、陈红、何晴、瞿颖、郑爽、茹萍、赵静、王伶群、达式常、何政军、徐少华、马广儒、张民权、温海波、李建华、周野芒 、牛犇、钟浩、吕凉、王新民、孙继红、周晓芬、张海燕、李建群、凌宗英、薛淑杰、黄超、张力、施萍、于慧、李颖、郑益萍、赵凤霞、耿歌、袁鸣、马晓晴、吴海燕
- 《聊斋喜剧系列》，1994年，大陆，大陸央视电视剧，共9個單元，導演：張剛 主演：牛犇、侯长荣、黄浩义、姚二嘎、马小宁、王安秋、周媛媛、陈剑月、夏星、董怀义、高英
- 《聊斋·倩女幽魂前傳》，1993年，台湾，共7個單元，主演：张庭、堂娜、谢祖武、陈孝萱
- 《聊齋》，1996年，香港，香港無綫電視劇，共6個單元，導演：劉國輝、黃建勳、葉成康、陳湘娟 主演：翁家明、罗嘉良、钱小豪、俞小凡、刘丹、陈鸿烈、林其欣、陈浩民
- 《聊齋（貳）》，1998年，香港，香港無綫電視劇，是《聊斋》的續集，共8個單元，主演：梁小冰、陈浩民、吕颂贤、谭耀文、麦包、梁荣忠、苏玉华
- 《人鬼情缘》，1998年，大陆，導演：高力強、孔笙、張營 主演：刘敏涛、刘岷、陈莎莎、张子健、王绘春
- 《聊斋先生》，1998年，大陆，共25集，主演：张铁林、常远、王菁华
- 《倩女幽魂》，2003年，台湾，主演：徐熙媛、陈晓东、宣萱、吴京、元华
- 《聊斋之花姑子》，2004年，大陆，导演：江海洋、曹骏华 主演：张庭、邱心志、王艳、沈晓海、宁丹琳
- 《聊斋之龙飞相公》，2005年，大陆，主演：陈彦、谢元真、关礼杰、孙耀威、午马
- 《聊斋之粉蝶》，2005年，大陆，主演：张潇潇、沈世朋、谢元真、陈彦、关礼杰
- 《聊斋1》，2005年，大陆，導演：吳錦源、黃偉明、衛翰韜 主演：黄晓明、林志颖、胡歌、杨幂、胡可、曾黎、李冰冰、江华、李立群、唐宁、霍思燕、杨丞琳、袁弘、TAE
- 《聊斋2》，2007年，大陆，導演：成志超 主演：韩雪、严宽、陈浩民、孙耀威、林静、杨雪、叶璇、六月、李黎、刘品言、钟淑慧、彭于晏、赵毅、骆达华、李法曾、公方敏
- 《聊斋奇女子》，2007年，大陆，導演：李國立 主演：吴奇隆、范文芳、瞿颖、孙兴、陈晓东、潘粤明、孙莉、李倩、韩晓、刘诗诗、TAE
- 《聊斋3》，2010年，大陆，導演：陳亞洲、黃祖權、金鰲勛、黃偉明 主演：孫協志、林文龙、萧蔷、张茜、邱泽、薛凯琪、金佳、贾青、毛林颖、贡米
- 《画皮》，2011年，大陆，導演：高林豹 主演：薛凯琪、陳怡蓉 、吳映潔、凌瀟肅、李宗翰
- 《畫皮之真愛無悔》，2013年，大陆，又名《畫皮II》，是《畫皮》的續集，導演：林峰、梁辛全 主演：刘恺威、颖儿、白冰、乔振宇、徐正曦、茅子俊
- 《狐仙》，2013年，大陆，導演：葉詔儀 主演：秋瓷炫、迟帅、樊少皇、徐锦江
- 《聊斋新编》，2015年，大陆，主演：韩雪、陈龙、乔振宇、柯佳嬿、王灿、胡可、林佑威、溫昇豪、李金铭、曹永廉、杨丽菁、寇振海、李宗翰、白歆惠、張睿家、邓家佳、郭书瑶、蒋梦婕、胡宇威
- 《无双谱》，2015年，香港，主演：黎耀祥、黃宗澤、田蕊妮、黃浩然、郭羨妮、岑麗香、龔嘉欣、李國麟
- 《青丘狐传说》，2015年，大陆，主演：张若昀、乔欣、姚奕辰、古力娜扎、蒋劲夫、刘雅瑟、小彩旗、付辛博、李勤勤、金晨、王凯、张雪迎、Mike、唐艺昕、江铠同、翟天临
- 《崂山道士外传》，2022年，大陆，主演：保剑锋、刘雨欣、华嬌

### 电影
- 《胭脂》（原著同名），1926年，大陆，导演：黎民伟、黎北海 主演：黎民伟、林楚楚、梁少坡、黎北海
- 《田七郎》（原著同名），1927年，大陆，导演：张石川 主演：萧英、张慧冲、王毓清、李丽娜、王梦石
- 《人鬼恋》（《连琐》），1954年，香港，导演：陶秦 主演：赵雷、尤敏、杨志卿
- 《倩女幽魂》（《聶小倩》），1960年，香港，导演：李翰祥 主演：赵雷、乐蒂、杨志卿、唐若青
- 《画皮》（原著同名），1965年，香港，导演：鲍方 主演：朱虹、高远、陈娟娟
- 《辛十四娘》（原著同名），1966年，台湾，导演：李翰祥 主演：汪玲、杨群
- 《连琐》（原著同名），1967年，香港，导演：严俊 主演：李菁、李丽华
- 《小翠》（原著同名），1969年，台湾，导演：廖祥雄 主演：翁倩玉、武家麟
- 《鬼屋丽人》（《书痴》），1970年，台湾，导演：周旭江 主演：張美瑤、杨丽花、林彬
- 《侠女》（原著同名），1971年，台湾，导演：胡金铨 主演：徐枫、石隽、白鹰、田鹏、苗天、乔宏
- 《鬼叫春》（《画皮》），1979年，香港，导演：李翰祥 主演：岳华、胡锦、焦姣、余莎莉、杨志卿、李昆、惠英红
- 《胭脂》（原著同名），1981年，大陆，导演：吴佩蓉、金沙 主演：朱碧云、夏江南、张志明、龚秋霞、张伯俊、薛淑杰
- 《精变》（《小翠》），1982年，大陆，导演：雷鸣 主演：徐少华、魏慧丽、马戈、王雅南、张少军
- 《崂山鬼恋》（《聂小倩》、《崂山道士》），1984年，香港，导演：鲍方 主演： 姚霏、方平、夏冰心、吴景平
- 《鬼妹》（《小谢秋容》），1985年，大陆，导演：孙元勋 主演：郝劫、王苓华、张瑾、马慧英、谭托
- 《狐缘》（《辛十四娘》），1986年，大陆，导演：孙元勋 主演：孔爱萍、卢伟强、赵敏杰、左玲、朱永涛
- 《碧水双魂》（《晚霞》），1986年，大陆，导演：岑范 主演：张小清、何晴、高玉倩、张绮军、陈希、孟谦、陈红冰
- 《倩女幽魂》（《聂小倩》），1987年，香港，导演：程小东 主演：张国荣、王祖贤、午马、刘兆铭
- 《风流丈夫俏女人》（《江城》），1988年，大陆，导演：王驰涛 主演：曲雁、韩松、 杨超英
- 《金鸳鸯》（《韦公子》），1988年，大陆，导演：张易亨、任人 主演：盖丽丽、杨元元、李连元、 花小青、 桂萍
- 《倩女幽魂II人间道》（《聂小倩》），1990年，香港，导演：程小东、徐克 主演：张国荣、王祖贤、张学友、李嘉欣、刘兆铭、刘洵
- 《聊齋艷譚》（《五通》），1990年，香港，导演：藍乃才 主演：单立文、叶子楣、文素、工藤瞳（日语：工藤ひとみ）、文雋
- 《聊齋艷譚續集：五通神》（《五通》），1991年，香港，导演：敖志君 主演：黃秋生、陳加玲、一條小百合（日语：一条さゆり (2代目)）
- 《倩女幽魂III道道道》（《聂小倩》），1991年，香港，导演：程小东、徐克 主演：梁朝伟、王祖贤、张学友、利智、刘兆铭、刘洵
- 《聊斋三集之灯草和尚》，1992年，香港，导演：黎继明 主演：陈宝莲、成奎安、黄德斌。
- 《古墓荒斋》（以《连琐》为基干，融汇原著的《连琐》、《娇娜》、《画皮》、《聂小倩》四个故事），1991年，大陆，导演：谢铁骊 主演：邢岷山、傅艺伟、周迅、胡天鸽、陈莎莎
- 《幽魂奇恋》（《鲁公女》），1992年，大陆，导演：邱丽利 主演：黄国强 、徐小健、王志刚、关顺田、董小燕、张子江
- 《畫皮之陰陽法王》（《画皮》），1993年，香港，导演：胡金铨 主演：郑少秋、王祖贤、洪金宝、林正英
- 《古庙倩魂》（《聂小倩》），1994年，大陆，导演：孙满义 主演：惠娟艳、赵军文、赵丹红
- 《席方平》（原著同名），1999年，大陆，导演：谢铁骊 主演：沙溢、席与立、马伊俐
- 《阴阳判官》（《陆判》），2003年，香港，导演：余立平 主演：午马、苑琼丹、张馨、张晶、丹江、林泽铭、李惠
- 《鬼妹》（《小谢秋容》），2005年，香港，导演：徐小健 主演：尹天照、午马、麦家琪
- 《连琐》（原著同名），2005年，大陆，导演：范冬雨 主演：黄娟、田征、王茂蕾、吴越
- 《畫皮》（原著同名），2008年，香港，导演：陈嘉上 主演：甄子丹、周迅、趙薇、陳坤、孙俪
- 《倩女幽魂》（《聶小倩》），2011年，合拍，导演：叶伟信 主演：古天乐、刘亦菲、余少群
- 《畫壁》（原著同名），2011年，香港，導演：陳嘉上 主演：鄧超、孫儷、郑爽、閆妮
- 《畫皮II》（原著同名），2012年，香港，是《畫皮》的續集，导演：乌尔善 主演：周迅、赵薇、陈坤、馮紹峰、楊冪
- 《白狐》（《小翠》）》，2013年，大陸，导演：牛朝陽 主演：惠英紅、鍾欣桐、張智霖

## 游戏
- 《聊斋》 ，798GAME推出的一款3DQ版大型多人在线网络游戏，于2010年2月14日封测。